# Percina antesella
Percina antesella là loài cá nước ngọt, có nguy cơ tuyệt chủng thuộc bộ Cá vượt. Nó có nguồn gốc từ Conasauga River và Etowah River ở Georgia và Tennessee ở Hoa Kỳ. Nó thường sinh sống trong các khu vực nông có chất nền sỏi và đáy cát, ẩn náu trong thảm thực vật thủy sinh khi xuất hiện. Nó ăn động vật không xương sống nhỏ và có thể sinh sản giữa cuối mùa thu và đầu mùa xuân. Nó là một loài cá không phổ biến với phạm vi sinh sống nhỏ và Liên minh Quốc tế Bảo vệ Thiên nhiên đã phân loại tình trạng bảo tồn của nó là "nguy cấp".

## Sinh thái học
Mặc dù có rất ít dữ liệu về thói quen sinh sản của Percina antesella, những thông tin có sẵn cho thấy nó sinh sản từ cuối mùa thu đến đầu mùa xuân. Percina antesella có khả năng sống tới 3 năm. Thức ăn của nó bao gồm chủ yếu là ốc và côn trùng.
Loài này sinh sống ở hệ thống sông Coosa, sống ở sông Conasauga và Etowah ở phía bắc Georgia và đông nam Tennessee. Ở những con sông này, nó thích sống ở những khu vực nông trên nền là sỏi và cát. Vào mùa hè, khi thảm thực vật thủy sinh phát triển trên sông, Percina antesella ăn thức ăn trong thảm thực vật và sử dụng nó để lẫn trốn.

## Tình trạng
Một hồ chứa nước có thể gây nguy hiểm cho sự sống còn của loài bằng cách thay đổi chất lượng nước và môi trường sống trong môi trường sống ở hạ lưu của Percina antesella. Bởi vì tính phân bố hạn chế của loài, thực tế bất kỳ hoạt động nào có thể làm suy giảm môi trường sống hoặc chất lượng nước, như khai thác gỗ, tràn hóa chất hoặc xây dựng có thể đe dọa sự tồn tại của Percina antesella. Các nỗ lực bảo tồn tập trung vào bảo tồn môi trường sống. Nó là một loài cá không phổ biến với phạm vi sống nhỏ và Liên minh Quốc tế Bảo vệ Thiên nhiên đã phân loại tình trạng bảo tồn của loài là "nguy cấp.